# Matthew Gregory Lewis
Matthew Gregory Lewis (Londra, 9 luglio 1775 – Oceano Atlantico, 14 maggio 1818) è stato un romanziere e drammaturgo britannico, famoso per il suo romanzo gotico Il monaco.

## Biografia
Nacque a Londra e venne avviato dalla famiglia alla carriera diplomatica presso la Westminster School e la Christ Church di Oxford, dove si dedicò più che altro allo studio delle lingue. Nel 1794 si trasferì a L'Aia presso l'ambasciata britannica. Durante la sua breve permanenza, scrisse il suo romanzo Ambrosio o Il monaco, che venne pubblicato nell'estate dell'anno successivo. Lewis raggiunse immediatamente la notorietà, ma il romanzo venne ritirato l'anno successivo a causa dei suoi contenuti ritenuti scandalosi. Lewis pubblicò una seconda edizione in cui eliminò alcuni di quelli che riteneva essere i passaggi più problematici, pur senza eliminare alcuni tra i personaggi più terrificanti.
Nonostante i presunti problemi etici, il romanzo non impedì a Lewis di essere introdotto in società e a corte, e presto ottenne un posto alla Casa dei Comuni per il Wiltshire. Dopo il suo ingresso in parlamento, pubblicò:
- Village Virtues: A Dramatic Satire (1796)
- The Castle Spectre (1796), un dramma musicale di scarso valore letterario ma che ottenne una lunga popolarità sui palcoscenici
- The Minister: A Tragedy, in Five Acts, (1797), traduzione dal tedesco Kabale und Liebe di Friedrich Schiller
- Rolla (1797), una traduzione da August von Kotzebue
- The East Indian: A Comedy in Five Acts (1800)
- Tales of Wonder (1801)
- Alfonso, King of Castile: A Tragedy in Five Acts (1801)
- The Bravo of Venice (1805), un romanzo tradotto dal tedesco considerato la sua opera migliore dopo Il monaco.
- Adelgitha; or, The Fruit of a Single Error. A Tragedy in Five Acts (1806)
- Romantic Tales (1808)

Si dedicò inoltre al teatro d'opera e alla tragedia: la morte del padre lo lasciò con una consistente fortuna e nel 1815 partì per le Indie Occidentali a visitare i propri possedimenti; durante questo viaggio, scrisse il Journal of a West Indian Proprietor, pubblicato postumo nel 1833. Fece un secondo viaggio in Giamaica nel 1817 per ottenere maggiori informazioni sulla condizione degli schiavi, riguardo alla quale aveva intenzione di scrivere un pamphlet in difesa. Il clima tropicale, tuttavia, gli fu fatale: morì di febbre gialla durante il viaggio di ritorno e il suo corpo fu sepolto in mare in quanto la costa era ancora lontana. 
Nel 1839 venne pubblicato, in due volumi, The Life and Correspondence of M. G. Lewis.

## Il monaco
La storia riguarda Ambrosio, un pio e rispettato monaco spagnolo, e la sua caduta in disgrazia. Il monaco si innamora infatti della sua pupilla Matilda e, dopo aver soddisfatto con lei i propri desideri carnali, rivolge la propria attenzione ad Antonia, che violenta e uccide. La trama è spesso interrotta da digressioni e parentesi, utili a ravvivare l'atmosfera gotica del romanzo ed ai quali si ipotizza possa aver guardato Alessandro Manzoni per la sua prima stesura del Fermo e Lucia. Alcune tra queste parentesi riguardano una monaca sanguinaria, la storia di Lorenzo e Antonia e quella della sorella di lui, sepolta viva da monache gelose. Al termine del romanzo, Ambrosio viene consegnato all'Inquisizione ed il monaco vende l'anima a Satana per sfuggire alla sentenza che lo attende. La storia si conclude con Satana che impedisce ad Ambrosio di pentirsi in punto di morte ed il suo doloroso trapasso.
Il monaco è considerato uno tra i più "trasgressivi" romanzi gotici, a causa di alcuni dei suoi elementi tra cui la presenza demoniaca, lo stupro, l'incesto e presenze come l'Ebreo errante, castelli in rovina e l'Inquisizione spagnola. Il romanzo presenta inoltre un interessante ritratto del pensiero britannico dell'epoca circa la Chiesa di Roma; ne è un altro esempio The Awful Disclosures of Maria Monk.